# Crazy Frog Presents More Crazy Hits
More Crazy Hits – drugi album Crazy Froga wydany w 2006 roku.

## Lista utworów
1. "Intro"
2. "We Are The Champions (Ding A Dang Dong)"
3. "Crazy Frog In The House (Knightrider)"
4. "Living On Video"
5. "I'm Too Sexy"
6. "Hey Baby"
7. "Crazy Jodeling"
8. "The Final Countdown"
9. "I Will Survive"
10. "Nellie The Elefant"
11. "Ice Ice Baby"
12. "Kiss Him Goodbye" ("Na Na Na, Hey Hey")
13. "Copa Cabana"
14. "Go Froggy Go"
15. "Rock Steady"
16. "Super Crazy Sounds"